# Calycolpus bolivarensis
Calycolpus bolivarensis là một loài thực vật có hoa trong Họ Đào kim nương. Loài này được Landrum mô tả khoa học đầu tiên năm 1989.